# Vicuña, Chile
Vicuña este un oraș și comună din provincia Elqui, regiunea Coquimbo, Chile, cu o populație de 25.085 locuitori (2012) și o suprafață de 7609,8 km2.